# Уолла-Уолла (река)
Уолла-Уолла (англ. Walla Walla River) — приток реки Колумбия с истоком в горах Блу-Маунтинс в районе американского города Милтон-Фривотер в штате Орегон, и текущая на север в штат Вашингтон. Длина реки — 98 км.

## Описание
Исток реки Уолла-Уолла находится в горах Блу-Маунтинс на северо-востоке штата Орегон.
Река Уолла-Уолла протекает к юго-западу от города Уолла Уолла в долине Уолла-Уолла. Река Милл-Крик, протекающая через город Уолла-Уолла, впадает в реку Уолла-Уолла в районе Национального исторического музея Уитмена к западу от города Уолла-Уолла.
Река Туше впадает в реку в городе Туше (штат Вашингтон). Среднегодовой расход реки Уолла-Уолла чуть ниже впадения реки Туше составляет 34,3 м³/с.
Река впадает в Колумбию на южной окраине города Валлила.

## История
До колонизации Америки территория вдоль реки была заселена племенем индейцев Валла-валла.

## Рыба
В реке Уолла-Уолла водятся разнообразные виды рыб: чавыча, микижа, канальный сомик, малоротый окунь и другие. Также в летнее время года на реке популярна спортивная рыбалка.

## Фотографии

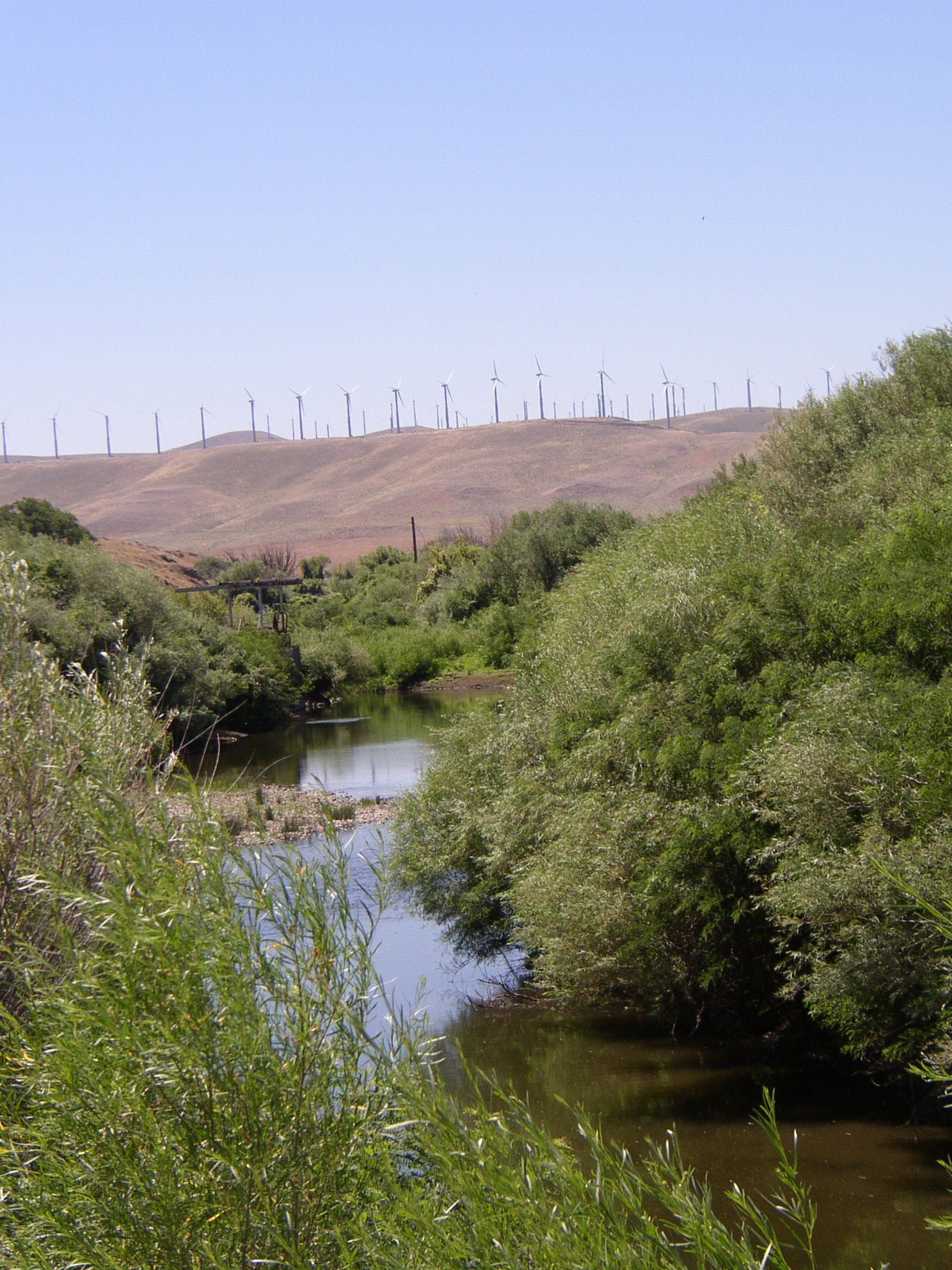
Ветрогенераторы на нижнем течении реки
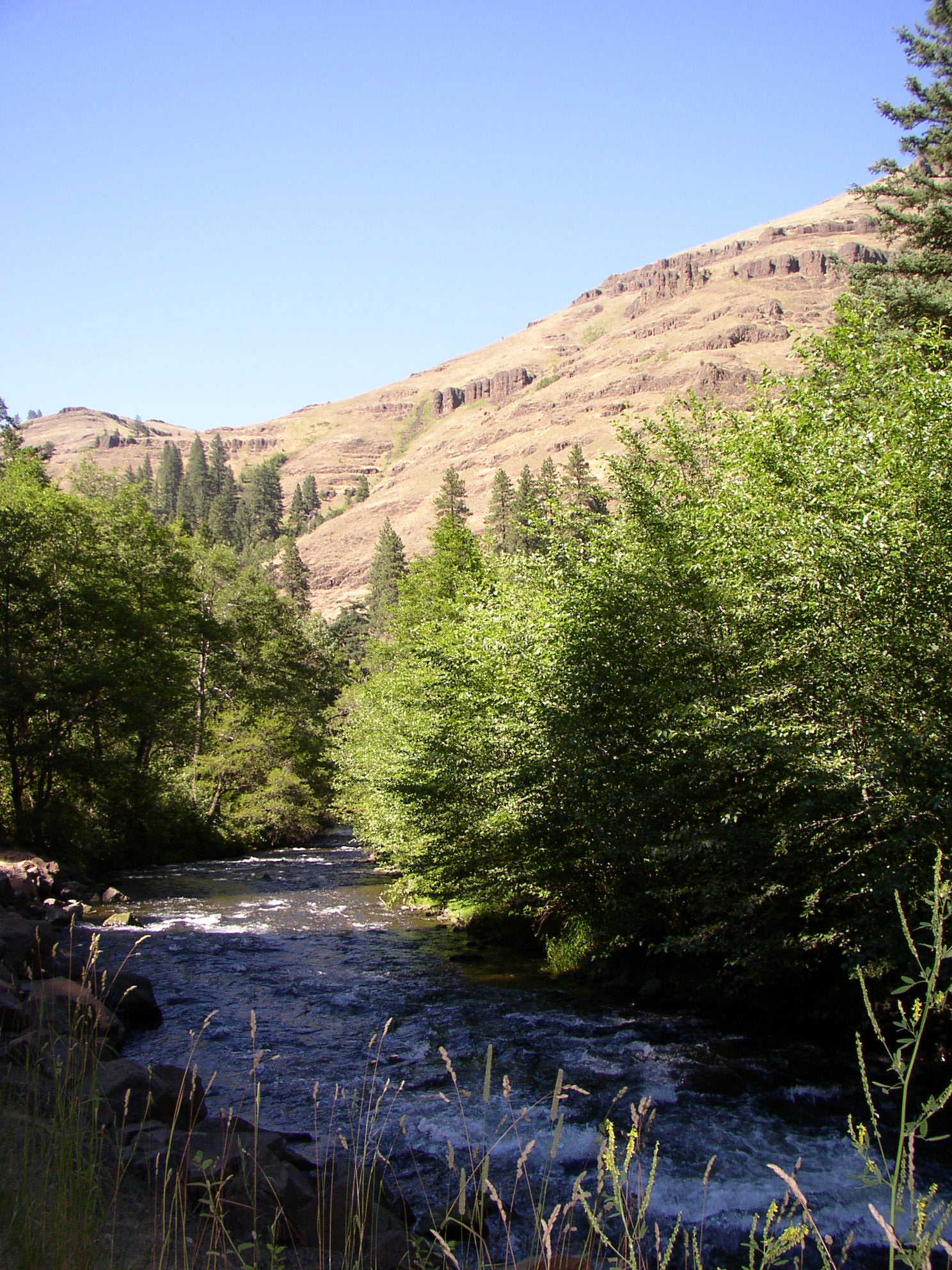
Район истока реки у города Милтон-Фривотер
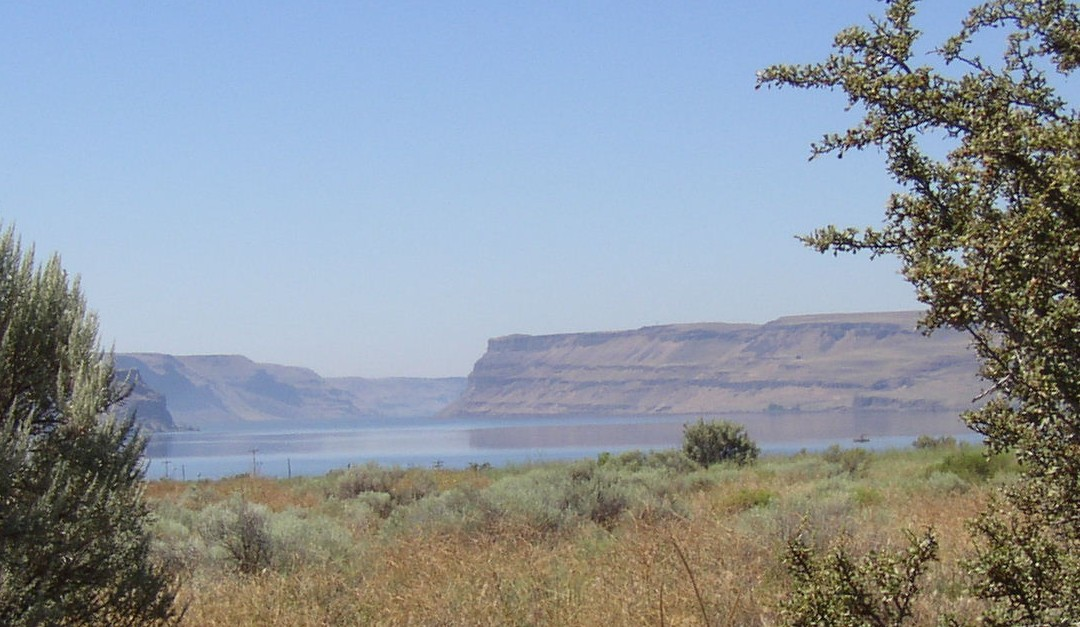
Устье реки. Ущелье Валлула